# Olympische Winterspiele 2010/Eisschnelllauf – 3000 m (Frauen)
Die 3000 m im Eisschnelllauf der Frauen bei den Olympischen Winterspielen 2010 wurden am 14. Februar im Richmond Olympic Oval ausgetragen.
Olympiasiegerin wurde Martina Sáblíková aus Tschechien. Silber sicherte sich Stephanie Beckert aus Deutschland und Bronze ging an die Kanadierin Kristina Groves.

## Bestehende Rekorde
| Weltrekord         | Cindy Klassen ( Kanada)          | 3:53,34 min | Calgary        | 18. März 2006    |
| Olympischer Rekord | Claudia Pechstein ( Deutschland) | 3:57,70 min | Salt Lake City | 10. Februar 2002 |

## Ergebnisse
| Rang | Paar | Bahn | Athletin                | Nation             | Zeit (min) | Defizit (s) |
| ---- | ---- | ---- | ----------------------- | ------------------ | ---------- | ----------- |
| 1    | 11   | A    | Martina Sáblíková       | Tschechien         | 4:02,53    |             |
| 2    | 13   | A    | Stephanie Beckert       | Deutschland        | 4:04,62    | +2,09       |
| 3    | 13   | I    | Kristina Groves         | Kanada             | 4:04,84    | +2,31       |
| 4    | 14   | A    | Daniela Anschütz-Thoms  | Deutschland        | 4:04,87    | +2,34       |
| 5    | 12   | A    | Clara Hughes            | Kanada             | 4:06,01    | +3,48       |
| 6    | 11   | I    | Masako Hozumi           | Japan              | 4:07,36    | +4,83       |
| 7    | 14   | I    | Ireen Wüst              | Niederlande        | 4:08,09    | +5,56       |
| 8    | 12   | I    | Maren Haugli            | Norwegen           | 4:10,01    | +7,48       |
| 9    | 8    | A    | Nancy Swider-Peltz, Jr. | Vereinigte Staaten | 4:11,16    | +8,63       |
| 10   | 8    | I    | Renate Groenewold       | Niederlande        | 4:11,25    | +8,72       |
| 11   | 4    | I    | Diane Valkenburg        | Niederlande        | 4:11,71    | +9,18       |
| 12   | 9    | I    | Jilleanne Rookard       | Vereinigte Staaten | 4:13,05    | +10,52      |
| 13   | 9    | A    | Katrin Mattscherodt     | Deutschland        | 4:13,72    | +11,19      |
| 14   | 10   | A    | Cindy Klassen           | Kanada             | 4:15,53    | +13,00      |
| 15   | 7    | I    | Shiho Ishizawa          | Japan              | 4:15,62    | +13,09      |
| 16   | 3    | A    | Anna Rokita             | Österreich         | 4:16,42    | +13,89      |
| 17   | 10   | I    | Catherine Raney-Norman  | Vereinigte Staaten | 4:16,59    | +14,06      |
| 18   | 3    | I    | Swetlana Wyssokowa      | Russland           | 4:16,91    | +14,38      |
| 19   | 2    | A    | Noh Seon-yeong          | Südkorea           | 4:17,36    | +14,83      |
| 20   | 2    | I    | Galina Lichatschowa     | Russland           | 4:17,63    | +15,10      |
| 21   | 4    | A    | Eri Natori              | Japan              | 4:18,18    | +15,65      |
| 22   | 7    | A    | Wang Fei                | China              | 4:18,42    | +15,89      |
| 23   | 5    | I    | Lee Ju-yeon             | Südkorea           | 4:18,87    | +16,34      |
| 24   | 5    | A    | Luiza Złotkowska        | Polen              | 4:19,13    | +16,60      |
| 25   | 6    | A    | Fu Chunyan              | China              | 4:20,62    | +18,09      |
| 26   | 1    | I    | Park Do-yeong           | Südkorea           | 4:20,92    | +18,39      |
| 27   | 6    | I    | Cathrine Grage          | Dänemark           | 4:20,93    | +18,40      |
| 28   | 1    | I    | Katarzyna Woźniak       | Polen              | 4:22,35    | +19,82      |